# كوتنوود
كوتنوود (بالإنجليزية: Cottonwood, Arizona)‏ هي مدينة تقع في مقاطعة يافاباي، أريزونا بولاية أريزونا في الولايات المتحدة. تبلغ مساحتها 27.7 (كم²)، وترتفع عن سطح البحر 1010 م، بلغ عدد سكانها 11265 نسمة في عام 2010 حسب إحصاء مكتب تعداد الولايات المتحدة وتصل الكثافة السكانية فيها 406.68 نسمة/كم2.

## التركيبة السكانية
حدّد مكتب تعداد الولايات المتحدة بيانات التركيبة السكانية لكوتنوود في تعداد الولايات المتحدة. في ما يلي، التركيبة السكانية حسب تعدادي 2000 و2010.

### تعداد عام 2000
بلغ عدد سكان كوتنوود 9,179 نسمة بحسب تعداد عام 2000، وبلغ عدد الأسر 3,983 أسرة وعدد العائلات 2,369 عائلة مقيمة في المدينة. في حين سجلت الكثافة السكانية 212.2 نسمة لكل كيلومتر مربع (549.6/ميل2). وبلغ عدد الوحدات السكنية 4,427 وحدة بمتوسط كثافة قدره 102.3 لكل كيلومتر مربع (265.0/ميل2).
وتوزع التركيب العرقي للمدينة بنسبة 85.24% من البيض و0.49% من الأمريكيين الأفارقة و1.57% من الأمريكيين الأصليين و0.41% من الأمريكيين ذوي الأصول الآسيوية و0.03% من سكان جزر المحيط الهادئ و9.66% من الأعراق الأخرى و2.59% من عرقين مختلطين أو أكثر و20.53% من الهسبانيون أو اللاتينيون من أي عرق.
بلغ عدد الأسر 3,983 أسرة كانت نسبة 27.6% منها لديها أطفال تحت سن الثامنة عشر تعيش معهم، وبلغت نسبة الأزواج القاطنين مع بعضهم البعض 44.5% من أصل المجموع الكلي للأسر، ونسبة 10.8% من الأسر كان لديها معيلات من الإناث دون وجود شريك، بينما كانت نسبة 4.1% من الأسر لديها معيلون من الذكور دون وجود شريكة وكانت نسبة 40.5% من غير العائلات. تألفت نسبة 34.4% من أصل جميع الأسر من عدة أفراد يعيشون في نفس المنزل ونسبة 19.1% كانت تتألف من شخص يعيش بمفرده يبلغ من العمر 65 عاماً أو أكثر. وبلغ متوسط حجم الأسرة المعيشية 2.27، أما متوسط حجم العائلات فبلغ 2.90.
بلغ العمر الوسطي للسكان 41.0 عاماً. وكانت نسبة 23.3% من القاطنين تحت سن الثامنة عشر، وكانت نسبة 8.2% بين الثامنة عشر والرابعة والعشرين عاماً، ونسبة 23.2% كانت واقعةً في الفئة العمرية ما بين الخامسة والعشرين والرابعة والأربعين عاماً، ونسبة 21.3% كانت ما بين الخامسة والأربعين والرابعة والستين، ونسبة 22.6% كانت ضمن فئة الخامسة والستين عاماً فما فوق. يوجد لكل 100 أنثى 87.8 ذكر، ويوجد لكل 100 أنثى في الثامنة عشر من عمرها فما فوق 82.4 ذكر.
بلغ متوسط دخل الأسرة في المدينة 27,444 دولارًا، أما متوسط دخل العائلة فبلغ 37,794 دولارًا. وكان متوسط دخل الذكور 24,308 دولارًا مقابل 19,977 دولارًا للإناث. وسجل دخل الفرد الخاص بالمدينة 17,518 دولارًا. وكانت نسبة 8.9% من العائلات ونسبة 13.5% من السكان تحت خط الفقر، وكان من هؤلاء نسبة 20% تحت سن الثامنة عشر ونسبة 11.3% في الخامسة والستين من العمر وما فوق.

### تعداد عام 2010
بلغ عدد سكان كوتنوود 11,265 نسمة بحسب تعداد عام 2010، وبلغ عدد الأسر 5,179 أسرة وعدد العائلات 2,703 عائلة مقيمة في المدينة. في حين سجلت الكثافة السكانية 260.4 نسمة لكل كيلومتر مربع (674.4/ميل2). وبلغ عدد الوحدات السكنية 5,866 وحدة بمتوسط كثافة قدره 135.6 لكل كيلومتر مربع (351.2/ميل2).
وتوزع التركيب العرقي للمدينة بنسبة 83.56% من البيض و0.78% من الأمريكيين الأفارقة و1.77% من الأمريكيين الأصليين و0.94% من الأمريكيين ذوي الأصول الآسيوية و0.09% من سكان جزر المحيط الهادئ و10.07% من الأعراق الأخرى و2.80% من عرقين مختلطين أو أكثر و22.84% من الهسبانيون أو اللاتينيون من أي عرق.
بلغ عدد الأسر 5,179 أسرة كانت نسبة 22.6% منها لديها أطفال تحت سن الثامنة عشر تعيش معهم، وبلغت نسبة الأزواج القاطنين مع بعضهم البعض 35.9% من أصل المجموع الكلي للأسر، ونسبة 12% من الأسر كان لديها معيلات من الإناث دون وجود شريك، بينما كانت نسبة 4.3% من الأسر لديها معيلون من الذكور دون وجود شريكة وكانت نسبة 47.8% من غير العائلات. تألفت نسبة 40.6% من أصل جميع الأسر من عدة أفراد يعيشون في نفس المنزل ونسبة 22% كانت تتألف من شخص يعيش بمفرده يبلغ من العمر 65 عاماً أو أكثر. وبلغ متوسط حجم الأسرة المعيشية 2.14، أما متوسط حجم العائلات فبلغ 2.89.
بلغ العمر الوسطي للسكان 46.2 عاماً. وكانت نسبة 20.7% من القاطنين تحت سن الثامنة عشر، وكانت نسبة 7.6% بين الثامنة عشر والرابعة والعشرين عاماً، ونسبة 20.2% كانت واقعةً في الفئة العمرية ما بين الخامسة والعشرين والرابعة والأربعين عاماً، ونسبة 25.5% كانت ما بين الخامسة والأربعين والرابعة والستين، ونسبة 25.9% كانت ضمن فئة الخامسة والستين عاماً فما فوق. وتوزع التركيب الجنسي للسكان بنسبة 46% ذكور و54% إناث.

## أعلام
- دون إيبرسن
- لويز لينكولن كير
- بيرت غراهام
- فيكتور فليمنغ
- جونيور براون